# Jan Brzechwa
Jan Brzechwa (Podolië, 15 augustus 1898 - Warschau, 2 juli 1966) was een Pools dichter, kinderboekenschrijver en bekend vertaler van Russische literatuur.
Vanuit het Russisch vertaalde hij werken van Sergej Jesenin, Vladimir Majakovski en Aleksandr Poesjkin.
Brzechwa werd geboren in Żmerynka in het huidige Oekraïne uit een Pools-Joodse familie als Jan Lesman. Hij is de broer van een andere bekende Poolse dichter, Bolesław Leśmian, en om naamsverwarring te voorkomen nam hij een pseudoniem aan. Brzechwa studeerde rechten aan de universiteit van Warschau. Hij was tweemaal getrouwd en had een dochter, Krystyna, uit zijn eerste huwelijk. Als vrijwilliger vocht hij in 1920-1921 in de Pools-Russische Oorlog.
Al in 1915 werden enkele korte verhalen van hem gepubliceerd. Hij debuteerde in 1920 met korte satirische verhalen onder het pseudoniem Szer-Szeń. In 1926 verscheen Oblicza zmyślone; een verzameling gedichten. In 1937 schreef hij zijn eerste kinderversjes; Tańcowała igła z nitką. Behalve gedichten schreef hij ook sprookjes voor kinderen.
Naast het schrijven werkte hij van 1924 tot 1939 als jurist en advocaat voor de "Poolse associatie van auteurs en componisten" (ZAIKS) en gold in Polen als specialist in het auteursrecht. Hij stierf in Warschau in 1966 waar hij ook ligt begraven.
In Polen is hij ook bekend om een Poolse tongbreker: "W Szczebrzeszynie chrząszcz brzmi w trzcinie" uitspraakⓘ. Fonetisch: [fʃtʃɛbʒɛˈʃɨɲɛ ˈxʒɔ̃ʃtʃ ˈbʒmʲi ˈftʃtɕiɲɛ]. Dit is de eerste zin van het versje Chrząszcz (Kever). De vertaling luidt: In (de stad) Szczebrzeszyn sjirpen krekels in het riet.